# Khamsin

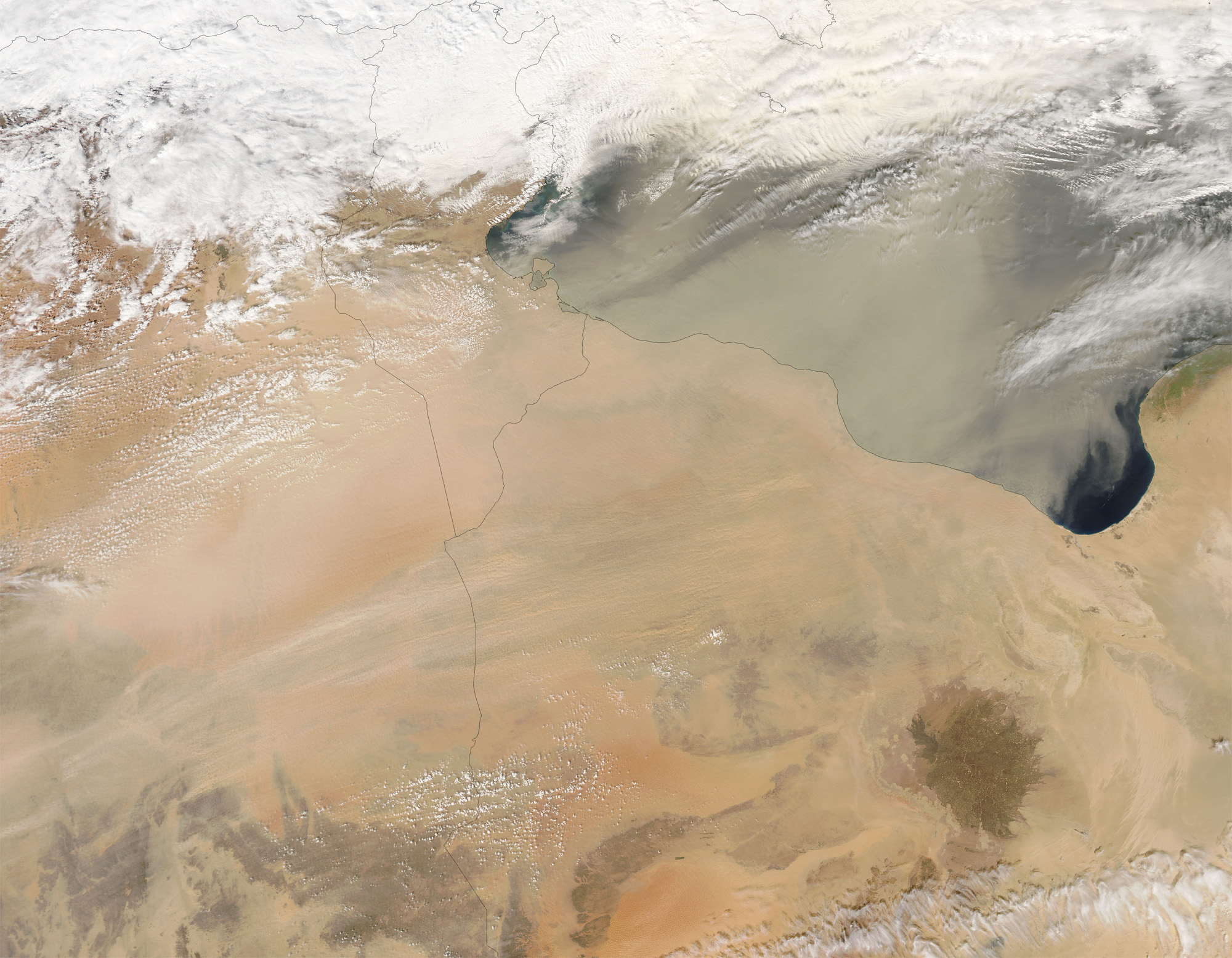
En sandstorm över Libyen för ett tunt dammlager åt nordväst ut över Medelhavet.
Bild: Jeff Schmaltz, NASA/MODIS, 1 mars 2005. (PD)

Khamsin är en het och torr vind som bidrar till att sanden blåser upp till sandstorm. Dessa heta vindar förekommer främst under våren och sommaren i Egypten och Libyen. Sandstormarna kan bli så kraftiga att himlen blir fullkomligt röd av sand som blåser runt.
Dessa vindar far ut över Medelhavet och innehåller då mycket stoft och sand som virvlats upp från Sahara. Men oftast är den fuktigare när den når Sydeuropa.